# Montreal
|  | Per a altres significats, vegeu «Montreal». |

Montreal (oficialment, i en francès, Montréal, en anglès, Montreal) és la ciutat més gran de la província de Quebec, la segona més gran del Canadà i la novena més gran d'Amèrica del Nord. Va ser fundada el 1642 com a Ville-Marie, o "Ciutat de Maria", i ara rep el nom del Mont Royal, la muntanya de tres cims al voltant de la qual es va construir el primer assentament. La ciutat està situada a l'illa de Montreal i a unes poques illes perifèriques, molt més petites, la més gran de les quals és l'Île Bizard. La ciutat té 196 km (122 mi) a l'est de la capital nacional, Ottawa, i 258 km (160 mi) al sud-oest de la capital provincial, la ciutat de Quebec.
La població de la ciutat el 2021 era de 1.762.949 persones, i a l'àrea metropolitana 4.291.732, el que fa d'aquesta àrea la segona àrea metropolitana més gran del Canadà. El francès és la llengua oficial de la ciutat. El 2021, el 85.7% de la població de la ciutat de Montreal es considerava que parlava bé el francès, metre el 90.2% el podia parlar a l'àrea metropolitana. Montreal és una de les ciutats més bilingües al Quebec i el Canadà, amb un 58,5% de la població capaç de parlar tant francès com anglès.
Històricament, la capital comercial del Canadà, Montreal, va ser superada en població i força econòmica per Toronto a la dècada del 1970. Continua sent un centre important d'art, cultura, literatura, cinema i televisió, música, comerç, indústria aeroespacial, transport, finances, productes farmacèutics, tecnologia, disseny, educació, turisme, alimentació, moda, desenvolupament de videojocs i afers internacionals. Montreal és la seu de l'Organització de l'Aviació Civil Internacional i va ser nomenada Ciutat del Disseny per la UNESCO el 2006. El 2017, Montreal va ser classificada com la 12a ciutat més habitable del món per l'Economist Intelligence Unit en el seu rànquing anual de habitabilitat global, tot i que la seva classificació va baixar fins al lloc 40 en l'índex del 2021, principalment a causa de la pressió sobre el sistema sanitari per la pandèmia de la COVID-19. Està classificada sovint com una de les deu millors ciutats del món pels estudiants segons el QS World University Rankings . El 2018, Montreal va ser classificada com a ciutat global.
Montreal ha acollit nombrosos esdeveniments internacionals importants, com ara l' Exposició Internacional i Universal de 1967, i és l'única ciutat canadenca que ha acollit els Jocs Olímpics d'estiu, ja que ho va fer el 1976. La ciutat acull el Gran Premi del Canadà de Fórmula 1 ; el Festival Internacional de Jazz de Montreal, el festival de jazz més gran del món; el festival Just for Laughs, el festival de comèdia més gran del món; i Les Francos de Montréal, el festival de música en francès més gran del món. En esports, és la seu de múltiples equips professionals, entre els quals destaca el Canadiens de la National Hockey League, que han guanyat la Stanley Cup un nombre rècord de 24 vegades.

## Història

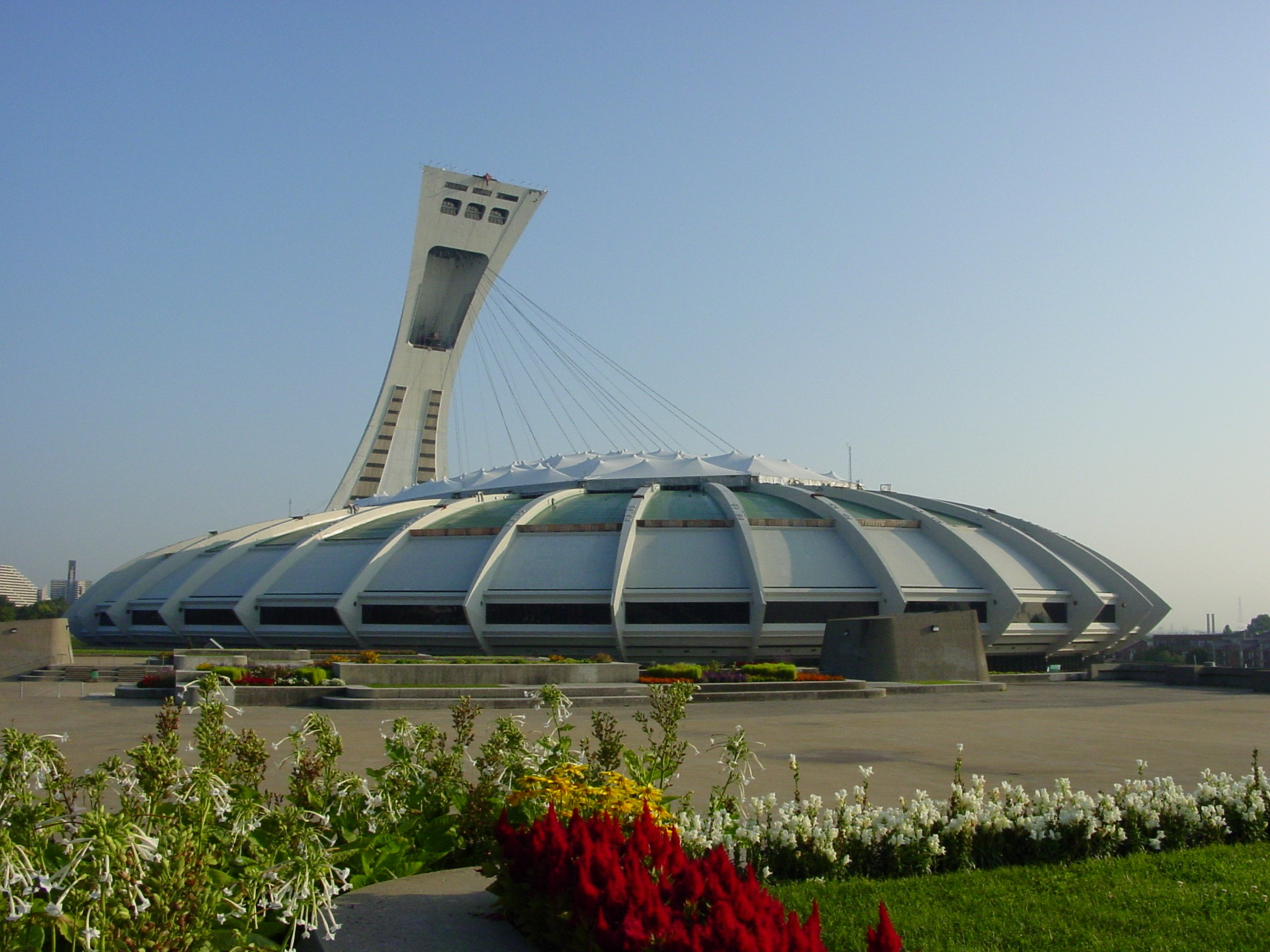
Estadi Olímpic de Mont-real

Hochelaga, una fortalesa indígena es trobava originalment a l'illa de Mont-real quan Jacques Cartier la va visitar el 1535. Samuel de Champlain la va visitar una vegada més el 1603, però els francesos no la van colonitzar fins al 1642, quan un grup de religiosos i d'immigrants s'hi van establir i van fundar el poble de Ville-Marie el 17 de maig. La ciutat va créixer fins a convertir-se en un important port i centre de comerç, i origen de futures exploracions franceses. La ciutat va ser fortificada el 1725 i va ser possessió francesa fins al 1760 quan Vaudreuil de Cavagnal va rendir la ciutat a l'exèrcit britànic. Mont-real va ser capital de la província britànica del Canadà de 1844 a 1849.
Mont-real va ser la capital financera i cultural del Canadà i la ciutat més gran, però va perdre la seva influència amb el creixement de Toronto i l'emigració del sector angloparlant a altres ciutats de parla anglesa, després de l'aplicació de les lleis de reforma de l'ús de la llengua francesa dels anys setanta. Mont-real va ser la seu dels Jocs Olímpics de 1976. Tot i això, com moltes altres metròpolis occidentals, certs barris de la ciutat estan experimentant un procés d'ennobliment. El 2006 la ciutat ha estat la seu dels primers Outgames.

## Administració regional i municipal

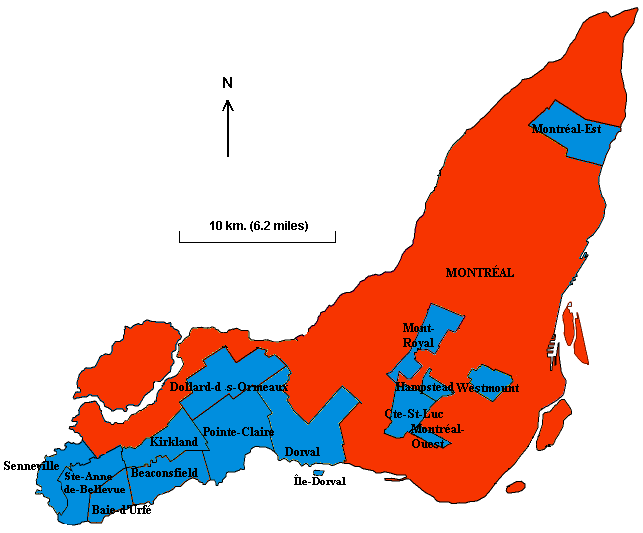
Mapa de l'illa de Mont-real, amb la ciutat de Mont-real (en vermell) i els municipis segregats (en blau)

Entre l'1 de gener de 2002 i l'1 de gener de 2006, el territori de la regió de Mont-real coincidí amb el del municipi. L'1 de gener de 2002 entrà en vigor una llei del parlament quebequès que establia la fusió de tots els municipis situats a l'illa de Mont-real, així com algunes illes adjacents, que componien fins aleshores la Comunitat Urbana de Mont-real amb la ciutat vella. Aquesta decisió del legislador quebequès creà una nova ciutat d'1 871 774 persones.
Aquesta fusió, però, no fou ben rebuda per la població de tots els nous barris de Mont-real, especialment per la d'aquells situats a l'oest de l'illa, de majoria anglòfona. Posteriorment, amb l'accés dels liberals al govern quebequès, s'organitzà un referèndum sobre la segregació dels municipis fusionats. Aquesta consulta tingué lloc el 20 de juny de 2004 a vint-i-dos dels antics municipis. D'aquests, quinze votaren a favor de tornar a ser municipis independents. Aquest segregació entrà en vigor l'1 de gener de 2006. Aquests "nous" municipis són els següents : Baie d'Urfé, Beaconsfield, Côte-Saint-Luc, Dollard-Des Ormeaux, Dorval, Hampstead, Kirkland, L'Île-Dorval, Montréal-Est, Montréal-Ouest, Mont-Royal, Pointe-Claire, Sainte-Anne-de-Bellevue, Senneville i Westmount.
Aquests nous municipis no han recuperat, però, totes les competències de què disposaven abans de la fusió. Algunes competències, anomenades competències d'aglomeració, són gestionades pel Consell d'Aglomeració, format per la ciutat de Mont-real i els municipis segregats.

### Arrondissements
El terme municipal de Mont-real està dividit en 19 arrondissements:

- Ahuntsic-Cartierville
- Anjou
- Côte-des-Neiges–Notre-Dame-de-Grâce
- Lachine
- LaSalle
- Le Plateau-Mont-Royal
- Le Sud-Ouest
- L'Île-Bizard–Sainte-Geneviève
- Mercier–Hochelaga-Maisonneuve
- Montréal-Nord
- Outremont
- Pierrefonds-Roxboro
- Rivière-des-Prairies–Pointe-aux-Trembles
- Rosemont–La Petite-Patrie
- Saint-Laurent
- Saint-Léonard
- Verdun
- Ville-Marie
- Villeray–Saint-Michel–Parc-Extension

## Educació
Mont-real té 6 universitats i 12 Cégeps, i avui en dia és la ciutat nord-americana amb la proporció més gran d'estudiants d'educació superior per habitant.

### Universitats francòfones
- Université de Montréal:
  - École Polytechnique de Montréal
  - HEC Montréal - École des Hautes Études Commerciales de Montréal
- Université du Québec:
  - Université du Québec à Montréal (UQÀM)
  - École de technologie supérieure (ETS)
  - École nationale d'administration publique (ENAP)
  - Institut National de la Recherche Scientifique (INRS)
- Université de Sherbrooke (Es troba a Sherbrooke, té un campus a Longueuil)
- Université Laval (Es troba a Ciutat de Quebec, té un campus a Longueuil)

### Universitats anglòfones
- McGill University
- Concordia University

## Ciutats agermanades
- Atenes, Grècia
- Barcelona, Catalunya
- Hiroshima, Japó
- Xangai, Xina
- Daegu, Corea del Sud
- Busan, Corea del Sud
- Hannover, Alemanya
- Harrisburg, Pennsilvània, Estats Units
- Honolulu, Hawaii, Estats Units
- Nova York, Estat de Nova York, Estats Units
- Amsterdam, Països Baixos
- Londres, Anglaterra, Regne Unit
- Los Angeles, Califòrnia, Estats Units
- París, França
- Tolosa de Llenguadoc, França
- Volgograd, Rússia
- Erevan, Armènia

## Persones il·lustres
- Sidney Altman (1939-), químic, Premi Nobel de Química de l'any 1989.
- Gilles Carle, cineasta
- Leonard Cohen (1934 -2016), cantant melòdic
- Jordi Bonet, ceramista i escultor, nascut a Barcelona
- Rachelle Lefevre, actriu de cinema i televisió.
- Rudolph Marcus (1923-) químic, Premi Nobel de Química de 1992
- Oscar Peterson (1925-2007), pianista de jazz
- Ralph Marvin Steinman (1943-2011) biòleg, Premi Nobel de Medicina o Fisiologia de 2011